# داگمار کرستن
داگمار کرستن (انگلیسی: Dagmar Kersten) (زاده ۲۸ اکتبر ۱۹۷۴ - ) ژیمناست اهل کشور آلمان شرقی بوده است.
از افتخارات وی میتوان به کسب مدال نفره پارالل ناهم‌سطح و مدال برنز تیمی بازی‌های المپیک تابستانی ۱۹۸۸ اشاره کرد.